# 長瀬涼子
長瀬 涼子（ながせ りょうこ、1981年3月26日 - ）は、日本のAV女優。マインズ所属。

## 略歴・人物
宮城県出身。2013年7月にデビューした熟女系のAV女優。
同年12月よりビデオメーカー・マドンナの専属女優となる。3作品に出演して専属を離れ、以降は多数のメーカー作品に出演している。
趣味・特技:吹奏楽、模写。

## 出演作品

### アダルトDVD
2013年
- 新婚5ヶ月 男性経験は旦那のみ 長瀬涼子 32歳 AV Debut（7月18日、SODクリエイト）※デビュー作
- 旦那が仕事から帰るまでの10時間ずっとSEX・ずーっと絶頂 旦那を忘れてイッタ回数50回 新婚6ヶ月 男性経験は旦那のみ 長瀬涼子 32歳 デビュー第2章（8月22日、SODクリエイト）
- 自宅でSEX…旦那にバレて…逃げ出した… 離婚覚悟の不倫旅行でずっとSEX・ずーっと絶頂 新婚7ヶ月 男性経験は旦那のみ 長瀬涼子 32歳 最終章（9月19日、SODクリエイト）
- 隣人を密かに愛して…。（12月7日、マドンナ）

2014年
- 堕ちた人妻女教師 〜恥辱に濡れる教卓〜（1月7日、マドンナ）
- ま、まさか… 親父と兄貴の奥さんが!? そ、そんなのありえないよ!!（2月7日、マドンナ）
- ナマ中出し性処理部の顧問になった女教師（3月6日、サディスティックヴィレッジ）
- 最近、隣の旦那が元気過ぎ。 アサから夜中まで絶倫チ●ポでイカされ続けた私 人妻 長瀬涼子 27歳（3月7日、桃太郎映像出版）
- 衝撃! まさかこんなところで出会うなんて!? AVモデル面接にやって来た知人の嫁に生中出し（3月10日、ブリット）他出演:篠宮奈津子、木下唯、愛原ゆあ
- 脱SEX 革命AV 第4弾 あなたに語りかける淫語と焦らしストリップでオナ指示 マスターベーションインストラクション -Jerk Off Instruction-（3月20日、ROCKET）他出演:瀧川花音、原希美、桜田光
- 通勤途中のタイトスカートの綺麗なお姉さんのイヤラシイお尻にチ○ポ擦りつけほとばしる精液をブッカケる痴漢たち!!（3月20日、GARCON）出演:甲斐ミハル、冴島かおり、通野未帆
- 「あなた変態な私を許して…。」 夫には内緒の玄関羞恥で欲情する奥さんをさらにダマして排卵日に中出し痴漢電車へ VOL.1（3月20日、コスモス映像）※「さつき」名義
- キレイ過ぎる良妻、外ではオンナ。 背徳感に身を焦がす貞淑な若妻…。 7（3月28日、ONE DA FULL）
- 露出不倫紀行 他人棒を哀願し、野外セックスでイキまくる人妻。 長瀬涼子 33歳（4月1日、山と空）
- 恥ずかしい失禁 羞恥で溢れだす図書館司書の泉（4月1日、Fitch）
- 人妻の色香 後ろから見ちゃイヤ… もうおかしくなっちゃう〜 面接でいきなり太モモを揉まれ、無理やりパンツを脱がされて…。（4月2日（レンタル）/7月25日（セル）、アテナ映像）他出演:倉持なほ、本庄優花、藤井愛
- 女体拘束改造エクスタシー（4月3日、グローリークエスト）
- ネバネバスペルマ 16（4月4日、精液本舗）
- 昭和姦通物語 〜恥辱に耐える美人妻〜（4月4日、オルガ）
- 女の惨すぎる瞬間 麻薬捜査官拷問 女捜査官 FILE-24 長瀬涼子の場合（4月13日、Baby Entertainment）
- 巨尻レズ団地妻（4月19日、レズれ!）共演:佐々木恋海
- 濡れた髪を初めて見せてくれた君 #25 りょうこ 29歳（4月25日、ONE DA FULL）
- 隠れ美人度No.1の看板娘がいるサービスエリアで忘れ物したら逆ナンパされちゃった僕（5月1日、ACE KILLER）他出演:桃宮もも、琥珀うた、阿部乃みく
- 隣に住む人妻がコンドームを落として僕を誘惑!（5月1日、MUTTURi）他出演:湊莉久、さくら悠、杏美月
- 私のいやらしい被虐願望が、夫と息子を狂わせたのです。（5月8日、タカラ映像）他出演:神崎久美、矢部寿恵、菅原直美
- 冗談で大人の玩具をプレゼントしたら皆にバレないように使い出したあいつ（5月22日、AKNR）他出演:藤嶋唯、大場ゆい
- 通勤途中の無防備なノーブラ勃起乳首の綺麗なお姉さんの乳首を嫌と言うほどつまんでその気にさせる痴漢たち!!（5月22日、SOSORU）他出演:通野未帆、冴島かおり、甲斐ミハル
- 棚越しにいる客のパンチラを見て発情しちゃった俺（6月5日、AKNR）他出演:竹内真琴、阿部乃みく
- 性別の壁を破る掟破りAV第2弾 オトコなのにマ○コしかない美しき男装教師 男子生徒から輪姦、そして女子生徒と禁断の恋愛（6月5日、V&Rプロダクツ）共演:乙葉ななせ
- 優しいお母さんと僕の2人だけの秘密（6月19日、ABC）
- 「熟女の口はもっと嘘をつく。」 熟雌女anthology #106（6月20日、アウダースジャパン）
- 超本格官能人妻エロ絵巻 中坊時代の担任を、同窓会だと偽って、犯しまくった教え子達。（7月10日、タカラ映像）
- レズのシナリオ（7月13日、U&K）共演:立花美里
- 私の前で愛しあいなさい 4時間12名全6話 撮りおろしSP（7月19日、レズれ!）共演:佐々木恋海　他出演:波多野結衣、羽川るな、風間ゆみ、彩城ゆりな、内村りな、有本紗世、羽月希、大槻ひびき、小西まりえ、佐々木恋海、琥珀うた
- 有名画家は未亡人 偉大な夫の幻影に囚われた哀しき美人画家目隠し緊縛拘束アブノーマル快楽SEX奴隷（7月25日、セレブの友）
- 湯けむり近親相姦 母子入浴交尾（8月1日、ヴィーナス）
- 拘束強制射精エステ 2（8月5日、フリーダム）共演:堀内秋美、西園寺れお、星川麻紀
- 美少女仮面オーロラシスターズ（8月8日、GIGA）共演:桐原あずさ、長瀬あおい
- 通夜の後 叔母が和尚にヤラれてた!（8月14日、タカラ映像）
- JK 花びらピンクサロン 2（8月14日、OFFICE K'S）共演:桜井舞、生駒はるな　他出演:松下美雪、大森玲菜、摘津蜜、木村つな、阿部乃みく、篠宮ゆり、若菜みなみ、西村江梨
- 透き通るほど色白美肌厳選絶対的美乳 お姉さんマン汁べっとり快感ディルドオナニー!（8月25日、セレブの友）他出演:大場ゆい、水野朝陽、野間あんな、星咲優菜、片瀬清美、池上桜子、西山あさひ、高梨あゆみ、桜木えみ香
- 全裸金蹴り48手（9月5日、フリーダム）他出演:堀内秋美、西園寺れお、星川麻紀、初芽里奈、冬瀬ゆら
- 月刊パンティストッキングマニア Vol.29 レースクイーン、キャンギャル×美脚オナニー（9月5日、OFFICE K'S）他出演:原千草、小鳥遊はる、相沢恋、萌芭
- JKおまんこずぼずぼ指オナニー 3（9月5日、OFFICE K'S）他出演:若菜みなみ、桜井舞、萌芭、蓮美、生駒はるな
- 竿・金玉・アナルの究極3点同時責め! 下半身3点責め Vol.2（9月5日、OFFICE K'S）他出演:小鳥遊はる、生駒はるな、若菜みなみ、桜井舞、萌芭、相沢恋、蓮美
- じっくり接写 勃起乳首アクメ（9月5日、OFFICE K'S）他出演:相沢恋、小鳥遊はる、萌芭、桜井舞、一來あやか
- JKお漏らしお掃除クンニ（9月5日、OFFICE K'S）他出演:原千草、生駒はるな、萌芭、相沢恋
- 母の親友（9月19日、VENUS）
- 友人の母 息子の友人に犯され、幾度もイカされてしまったんです…（10月13日、溜池ゴロー）
- おはズボッ！せめてシャワー浴びさせて～！（10月24日、アテナ映像）他出演:高瀬杏、高木愛美、羽川るな、宇佐美ゆあ
- ヘンリー塚本のセックスのすすめ 絶頂快感篇（11月13日、FAプロ）他出演:遥めぐみ、春原未来、美智子小夜曲
- 人妻の色香 敏感ハメ好き美人妻10人4時間（12月26日、アテナ映像）他出演:弓永りえ、愛川えり、花井優子、伊東美保、遠藤志保、池上桜子、高瀬杏、藤井愛、本庄優花

2015年
- 恥ずかしい失禁 羞恥で溢れだす美女達の泉BEST8時間 Vol.2（2月1日、Fitch）他出演:美波奏音、遥めぐみ、音無かおり、桜咲ひな、菅野さゆき
- ザ・レイプ・ベストコレクション～暴行魔達への生贄～全40人8時間（2月19日、エンペラー/妄想族）他出演:愛須心亜、二葉恵、美智子小夜曲、桐島綾子、滝沢すみれ、上原亜衣、竹内れい子、白鳥寿美礼、矢部寿恵、七海ひさ代、冬月容子、潮見百合子、山本美和子、風間ゆみ、村上涼子、藤野美紀、羽月希、神波多一花、水野朝陽、松下美香、須山南、武藤つぐみ、西澤百花、西山あさひ、水原薫子、桜木えみ香、杏紅茶々、高下えりか、高梨あゆみ、樹花凜、岸杏南、堀内秋美、近藤郁美、遠藤ゆめ、宇佐美なな、本庄優花、 城野絵里香、相葉レイカ、菅野いちは
- ねちっこいSEX 接吻 はまる！（3月13日、FAプロ）他出演:新山かえで、松嶋友里恵、遥めぐみ、春原未来、翔田千里、三咲恭子、大沢萌、秀吉小夜子、 天野小雪、沢村ゆうみ、冬木舞、美咲結衣、宮崎由麻、手塚みや、武藤つぐみ、江波りゅう
- 長瀬涼子でござひます（4月23日、タカラ映像）